# Адамович, Лев Михайлович
Ле́в Миха́йлович Адамо́вич (15 [27] ноября 1884, Санкт-Петербург, Российская империя — 29 июля 1960, Лос-Анджелес, США) — русский военачальник, генерал-майор Белой армии. Участник русско-японской, Первой мировой, Гражданской войн.
Участник Белого движения; принимал участие в Великом Сибирском Ледяном походе.

## Биография
Родился 15 (27) ноября 1884 года в Санкт-Петербурге в семье дворян Минской губернии.
В 1901 году окончил Гатчинский институт имени императора Николая I, затем — Московское военное училище. Служил в Лейб-Гвардии Павловском полку. Затем занимал должность ротмистра Отдельного корпуса жандармов.
Принимал участие в Русско-японской войне.
Во время Первой мировой войны командовал Таманским 150-м пехотным полком. Высочайшим приказом от 14 ноября 1916 года за храбрость был награждён Георгиевским оружием.
С началом Гражданской войны Адамович служил в войсках Российской армии адмирала Александра Васильевича Колчака. С 27 марта по сентябрь 1919 года командовал 26-м Шадринским горных стрелков полком в составе 7-й Уральской дивизии горных стрелков. Позднее командовал стрелковой бригадой в составе стратегического резерва Сибирской армии и служил помощником командующего 7-й Уральской дивизии горных стрелков. Принимал участие в Великом Сибирском Ледяном походе.
9 июля 1920 года был произведён в генерал-майоры.
В эмиграции Адамович проживал сначала в Китае, где служил служащим учебного отдела КВЖД в Харбине и начальником Маньчжурских дружин русских скаутов. В 1931 году переехал в Шанхай, а затем в Лос-Анджелес, где и умер 29 июля 1960 года.